# 苏哈尔 (格拉纳达省)
苏哈尔，是西班牙安达卢西亚自治区格拉纳达省的一个市镇。总面积102平方公里，总人口2733人（2001年），人口密度27人/平方公里。